# Michael Green (Leichtathlet)
Michael Green (* 7. November 1970 im Trelawny Parish) ist ein ehemaliger jamaikanischer Leichtathlet, der sich auf den Sprint spezialisiert hat. 1997 feierte er mit dem Vizeweltmeistertitel über 60 Meter seinen größten sportlichen Erfolg.

## Sportliche Laufbahn
Erste internationale Erfahrungen sammelte Michael Green vermutlich im Jahr 1990, als er bei den Goodwill Games in Seattle mit der jamaikanischen 4-mal-100-Meter-Staffel in 39,42 s den sechsten Platz belegte. Im Jahr darauf belegte er bei der Sommer-Universiade in Sheffield in 10,44 s den siebten Platz im 100-Meter-Lauf belegte und mit der Staffel in 40,50 s Rang fünf. Anschließend schied er bei den Weltmeisterschaften in Tokio mit 10,38 s im Halbfinale über 100 Meter aus und belegte mit der Staffel in 38,67 s den sechsten Platz. Zudem gelangte er im selben Jahr bei den Panamerikanischen Spielen in Havanna mit 10,69 s auf Rang sechs über 100 Meter und kam mit der Staffel nicht ins Ziel. 1992 nahm er mit der Staffel an den Olympischen Sommerspielen in Barcelona teil und kam dort in der ersten Runde nicht ins Ziel. Zudem wurde er 1992 NCAA-Hallenmeister über 55 Meter und im Jahr darauf wurde er NCAA-Collegemeister im 100-Meter-Lauf. 1994 gewann er bei den Commonwealth Games in Victoria in 10,05 s die Silbermedaille über 100 Meter hinter dem Engländer Linford Christie und mit der Staffel belegte er in 39,44 s den vierten Platz. Im Jahr darauf schied er bei den Weltmeisterschaften in Göteborg mit 10,30 s im Halbfinale über 100 Meter aus und belegt emit der Staffel in 39,10 s den vierten Platz. Anschließend gelangte er beim IAAF Grand Prix Final in Monaco mit 10,21 s auf Rang sechs. 1996 nahm er erneut an den Olympischen Sommerspielen in Atlanta teil und klassierte sich dort mit 10,16 s im Finale auf dem siebten Platz und wurde mit der Staffel im Halbfinale disqualifiziert. Anschließend wurde er beim Grand Prix Final in Mailand in 10,14 s Fünfter über 100 Meter. Im Jahr darauf gewann er bei den Hallenweltmeisterschaften in Paris in 6,51 s die Silbermedaille im 60-Meter-Lauf hinter dem Griechen Charalambos Papadias. Er setzte seine Karriere ohne weitere Meisterschaftsteilnahmen bis 2002 fort und beendete dann seine aktive sportliche Laufbahn im Alter von.
1996 wurde Green jamaikanischer Meister im 100-Meter-Lauf.

## Persönliche Bestzeiten
- 100 Meter: 10,02 s (+1,7 m/s), 10. April 1997 in Knoxville
  - 60 Meter: 6,49 s, 16. Februar 1997 in Liévin
- 200 Meter: 20,61 s (+0,4 m/s), 10. Mai 1997 in Osaka